# Собівартість
Собівартість (фр. Prix de revient) – виражені в грошовій формі поточні витрати на виробництво та реалізацію продукції (робіт, послуг). Включає витрати матеріалізованої та живої праці; є важливим кількісним показником, що характеризує діяльність підприємства.
Відображаючи рівень витрат на виробництво, собівартість комплексно характеризує ступінь використання усіх ресурсів підприємства, а значить, і рівень техніки, технології та організації виробництва. Чим краще працює підприємство, інтенсивніше використовує виробничі ресурси, успішніше удосконалює техніку, технологію і організацію виробництва, тим нижча собівартість продукції. Тому собівартість є одним з важливих показників ефективності виробництва. Собівартість продукції має тісний зв'язок з ціною. Це проявляється в тому, що собівартість слугує базою ціни товару і її нижньою межею для виробника. 
При обчисленні собівартості продукції важливе значення має визначення складу витрат, які в неї включаються. Як відомо, витрати   підприємства відшкодовуються за рахунок двох власних джерел: собівартості і прибутку. Тому питання про склад витрат, які включаються у собівартість, є питання їх розмежування між зазначеними джерелами відшкодування. Загальний принцип цього розмежування полягає в тому, що через собівартість повинні  відшкодовуватися  витрати  підприємства, що забезпечують просте відтворення усіх факторів виробництва; предметів, засобів праці, робочої сили і природних ресурсів. Відповідно до цього у собівартість продукції включаються витрати на: первинні і вторинні
- виробництво, включаючи витрати на сировину, матеріали, енергію, амортизацію основних фондів, оплату праці персоналу основного виробництва;
- обслуговування виробничого процесу;
- вартість доставки товару;
- інші витрати, що безпосередньо пов'язані з доведення товару до готового вигляду.

## Собівартість у податковому обліку в Україні
Податковий кодекс України визначає собівартість (реалізованих товарів, виконаних робіт, наданих послуг) як витрати, що прямо пов'язані з виробництвом та/або придбанням реалізованих протягом звітного податкового періоду товарів, виконаних робіт, наданих послуг, які визначаються відповідно до положень (стандартів) бухгалтерського обліку.